# تکواندو در یونیورسیاد تابستانی ۲۰۱۷
تکواندو در یونیورسیاد تابستانی ۲۰۱۷ از ۲۰ تا ۲۶ آگوست در تائویوان آرنا در تائویوان در منطقه شهری تایپه، تایوان به رقابت پرداخت.

## خلاصه مدال

### جدول مدال
| رتبه            | کشور                | طلا | نقره | برنز | مجموع |
| --------------- | ------------------- | --- | ---- | ---- | ----- |
| ۱               | کره جنوبی           | ۶   | ۶    | ۳    | ۱۵    |
| ۲               | ایران               | ۴   | ۱    | ۶    | ۱۱    |
| ۳               | روسیه               | ۳   | ۰    | ۳    | ۶     |
| ۴               | ترکیه               | ۲   | ۱    | ۱    | ۴     |
| ۵               | صربستان             | ۲   | ۰    | ۰    | ۲     |
| ۶               | چین تایپه*          | ۱   | ۵    | ۳    | ۹     |
| ۷               | جمهوری آذربایجان    | ۱   | ۱    | ۳    | ۵     |
| ۸               | ایالات متحده آمریکا | ۱   | ۱    | ۲    | ۴     |
| ۹               | ویتنام              | ۱   | ۰    | ۳    | ۴     |
| ۱۰              | تایلند              | ۱   | ۰    | ۱    | ۲     |
| ۱۱              | اوکراین             | ۱   | ۰    | ۰    | ۱     |
| ۱۲              | لهستان              | ۰   | ۲    | ۱    | ۳     |
| ۱۳              | قزاقستان            | ۰   | ۱    | ۱    | ۲     |
| ۱۴              | آرژانتین            | ۰   | ۱    | ۰    | ۱     |
| ۱۴              | اسپانیا             | ۰   | ۱    | ۰    | ۱     |
| ۱۴              | برزیل               | ۰   | ۱    | ۰    | ۱     |
| ۱۴              | قبرس                | ۰   | ۱    | ۰    | ۱     |
| ۱۴              | پرتغال              | ۰   | ۱    | ۰    | ۱     |
| ۱۹              | مکزیک               | ۰   | ۰    | ۷    | ۷     |
| ۲۰              | آلمان               | ۰   | ۰    | ۲    | ۲     |
| ۲۰              | کرواسی              | ۰   | ۰    | ۲    | ۲     |
| ۲۲              | اردن                | ۰   | ۰    | ۱    | ۱     |
| ۲۲              | ارمنستان            | ۰   | ۰    | ۱    | ۱     |
| ۲۲              | استرالیا            | ۰   | ۰    | ۱    | ۱     |
| ۲۲              | ایتالیا             | ۰   | ۰    | ۱    | ۱     |
| ۲۲              | فرانسه              | ۰   | ۰    | ۱    | ۱     |
| ۲۲              | نروژ                | ۰   | ۰    | ۱    | ۱     |
| ۲۲              | هلند                | ۰   | ۰    | ۱    | ۱     |
| ۲۲              | چین                 | ۰   | ۰    | ۱    | ۱     |
| مجموع (۲۹ کشور) | مجموع (۲۹ کشور)     | ۲۳  | ۲۳   | ۴۶   | ۹۲    |

### رویدادهای آقایان
| بازی‌ها                | طلا                                                                                | نقره                                                                         | برنز                                                                                         |
| –54kg (finweight)     | آرمین هادی‌پور · ایران                                                              | Heo Seong-joo · کره جنوبی                                                    | Bailey Lewis · استرالیا                                                                      |
| –54kg (finweight)     | آرمین هادی‌پور · ایران                                                              | Heo Seong-joo · کره جنوبی                                                    | Cesar Roman Rodriguez · مکزیک                                                                |
| –58kg (flyweight)     | Hadi Tiran · ایران                                                                 | روی برانگانسا · پرتغال                                                       | تاوین هانپراب · تایلند                                                                       |
| –58kg (flyweight)     | Hadi Tiran · ایران                                                                 | روی برانگانسا · پرتغال                                                       | Gulzhigit Kochkorbaev · روسیه                                                                |
| –63kg (bantamweight)  | میرهاشم حسینی · ایران                                                              | Lucas Guzmán · آرژانتین                                                      | محمد ممدوف · جمهوری آذربایجان                                                                |
| –63kg (bantamweight)  | میرهاشم حسینی · ایران                                                              | Lucas Guzmán · آرژانتین                                                      | Lovre Brečić · کرواسی                                                                        |
| –68kg (featherweight) | Boris Krasnov · روسیه                                                              | Aykhan Taghizade · جمهوری آذربایجان                                          | احمد ابوغوش · اردن                                                                           |
| –68kg (featherweight) | Boris Krasnov · روسیه                                                              | Aykhan Taghizade · جمهوری آذربایجان                                          | Sergey Vardazaryan · ارمنستان                                                                |
| –74kg (lightweight)   | Jaysen Ishida · ایالات متحده آمریکا                                                | Ramin Hosseingholizadeh · ایران                                              | Yang Tsung-yeh · چین تایپه                                                                   |
| –74kg (lightweight)   | Jaysen Ishida · ایالات متحده آمریکا                                                | Ramin Hosseingholizadeh · ایران                                              | Said Guliyev · جمهوری آذربایجان                                                              |
| –80kg (welterweight)  | میلاد بیگی · جمهوری آذربایجان                                                      | رائول مارتینز · اسپانیا                                                      | Richard Ordemann · نروژ                                                                      |
| –80kg (welterweight)  | میلاد بیگی · جمهوری آذربایجان                                                      | رائول مارتینز · اسپانیا                                                      | Liu Wei-ting · چین تایپه                                                                     |
| –87kg (middleweight)  | سعید رجبی (تکواندوکار) · ایران                                                     | Lee Seung-hwan · کره جنوبی                                                   | Rafael Kamalov · روسیه                                                                       |
| –87kg (middleweight)  | سعید رجبی (تکواندوکار) · ایران                                                     | Lee Seung-hwan · کره جنوبی                                                   | Bartosz Kołecki · لهستان                                                                     |
| +87kg (heavyweight)   | Rafael Ayukaev · روسیه                                                             | مایکون د آندراد · برزیل                                                      | رادیک عیسایف · جمهوری آذربایجان                                                              |
| +87kg (heavyweight)   | Rafael Ayukaev · روسیه                                                             | مایکون د آندراد · برزیل                                                      | Jonathan Healy · ایالات متحده آمریکا                                                         |
| Individual Poomsae    | Oh Chang-hyun · کره جنوبی                                                          | Edward Jeong · ایالات متحده آمریکا                                           | Mehdi Jamali · ایران                                                                         |
| Individual Poomsae    | Oh Chang-hyun · کره جنوبی                                                          | Edward Jeong · ایالات متحده آمریکا                                           | Chen Chien-chuan · چین تایپه                                                                 |
| Team Poomsae          | کره جنوبی (KOR) · Bae Jong-beom · Jo Jeong-hun · Ji Ho-chul                        | چین تایپه (TPE) · Chang Wei-chieh · Hsieh Ming-yang · Huang Chia-juang       | ویتنام (VIE) · Hứa Văn Huy · Hồ Thanh Phong · Nguyễn Thiên Phụng                             |
| Team Poomsae          | کره جنوبی (KOR) · Bae Jong-beom · Jo Jeong-hun · Ji Ho-chul                        | چین تایپه (TPE) · Chang Wei-chieh · Hsieh Ming-yang · Huang Chia-juang       | ایران (IRI) · Mehdi Jamali · Mohammad Javad Kheiri · Amir Reza Mehraban                      |
| Team Kyorugi          | روسیه (RUS) · Maksat Allalyev · Bogdan Grechkin · Rafail Ayukaev · Bulat Magomedov | چین تایپه (TPE) · هوانگ یو جن · Yang Tsung-yeh · Liu Wei-ting · Ho Chia-hsin | قزاقستان (KAZ) · Marat Abdikaliyev · Nursultan Mamayev · Sultan Kalibekuly · Smaiyl Duisebay |
| Team Kyorugi          | روسیه (RUS) · Maksat Allalyev · Bogdan Grechkin · Rafail Ayukaev · Bulat Magomedov | چین تایپه (TPE) · هوانگ یو جن · Yang Tsung-yeh · Liu Wei-ting · Ho Chia-hsin | کره جنوبی (KOR) · Kim Hyeon-seung · Shin Dong-yun · Lee Seung-hwan · Heo Seong-joo           |

### رویدادهای بانوان
| Event                 | طلا                                                                                         | نقره | برنز                                                                              |
| –46kg (finweight)     | ایرینا رومولدانووا · اوکراین                                                                | Kyriaki Kouttouki · قبرس                                                                                 | Sarah Zohra Adidou · فرانسه                                                       |
| –46kg (finweight)     | ایرینا رومولدانووا · اوکراین                                                                | Kyriaki Kouttouki · قبرس                                                                                 | Shae Rom Kim · آلمان                                                              |
| –49kg (flyweight)     | پانیپاک وونگپاتاناکیت · تایلند                                                              | İpek Çidem · ترکیه                                                                                       | Kim Joo-hwi · کره جنوبی                                                           |
| –49kg (flyweight)     | پانیپاک وونگپاتاناکیت · تایلند                                                              | İpek Çidem · ترکیه                                                                                       | Itzel Manjarrez · مکزیک                                                           |
| –53kg (bantamweight)  | تیانا بوگدانوویچ · صربستان                                                                  | لیم گوم-بیول · کره جنوبی                                                                                 | Madeline Folgmann · آلمان                                                         |
| –53kg (bantamweight)  | تیانا بوگدانوویچ · صربستان                                                                  | لیم گوم-بیول · کره جنوبی                                                                                 | ناهید کیانی · ایران                                                               |
| –57kg (featherweight) | هدیچه کبری ایلگون · ترکیه                                                                   | لی آ-رئوم · کره جنوبی                                                                                    | Anisia Chelokhsaeva · روسیه                                                       |
| –57kg (featherweight) | هدیچه کبری ایلگون · ترکیه                                                                   | لی آ-رئوم · کره جنوبی                                                                                    | Paulina Armeria · مکزیک                                                           |
| –62kg (lightweight)   | ارم یمن · ترکیه                                                                             | Moon Ji-soo · کره جنوبی                                                                                  | Melissa Oviedo · مکزیک                                                            |
| –62kg (lightweight)   | ارم یمن · ترکیه                                                                             | Moon Ji-soo · کره جنوبی                                                                                  | Daniela Rotolo · ایتالیا                                                          |
| –67kg (welterweight)  | Kim Jan-di · کره جنوبی                                                                      | چوانگ چیا-چیا · چین تایپه                                                                                | Victoria Heredia · مکزیک                                                          |
| –67kg (welterweight)  | Kim Jan-di · کره جنوبی                                                                      | چوانگ چیا-چیا · چین تایپه                                                                                | ملیکا میرحسینی · ایران                                                            |
| –73kg (middleweight)  | لی دا-بین · کره جنوبی                                                                       | Cansel Deniz · قزاقستان                                                                                  | رشمی اوجینک · هلند                                                                |
| –73kg (middleweight)  | لی دا-بین · کره جنوبی                                                                       | Cansel Deniz · قزاقستان                                                                                  | Sude Bulut · ترکیه                                                                |
| +73kg (heavyweight)   | آن سائه-بوم · کره جنوبی                                                                     | Aleksandra Kowalczuk · لهستان                                                                            | بریسیدا آکوستا · مکزیک                                                            |
| +73kg (heavyweight)   | آن سائه-بوم · کره جنوبی                                                                     | Aleksandra Kowalczuk · لهستان                                                                            | Melani Adamić-Golić · کرواسی                                                      |
| Individual Poomsae    | Nguyễn Thị Lệ Kim · ویتنام                                                                  | Lin Kan-yu · چین تایپه                                                                                   | Adalis Monuz · ایالات متحده آمریکا                                                |
| Individual Poomsae    | Nguyễn Thị Lệ Kim · ویتنام                                                                  | Lin Kan-yu · چین تایپه                                                                                   | Fatemeh Hesam · ایران                                                             |
| Team Poomsae          | کره جنوبی (KOR) · Gwak Yeo-won · Yun Ji-hye · Park So-jeong                                 | چین تایپه (TPE) · Chen Yi-hsuan · Lee Ying-hsian · Chen Hsiang-ting                                      | ویتنام (VIE) · Nguyễn Thị Lệ Kim · Ngô Thị Thùy Dung · Châu Tuyết Vân             |
| Team Poomsae          | کره جنوبی (KOR) · Gwak Yeo-won · Yun Ji-hye · Park So-jeong                                 | چین تایپه (TPE) · Chen Yi-hsuan · Lee Ying-hsian · Chen Hsiang-ting                                      | چین (CHN) · Wu Huaying · Tang Yuqi · Ji Yuhan                                     |
| Team Kyorugi          | صربستان (SRB) · Aleksandra Radmilović · Ana Bajić · Iris Jović Vujaković · تیانا بوگدانوویچ | لهستان (POL) · Aleksandra Krzemieniecka · Magdalena Leporowska · Patrycja Adamkiewicz · Hanna Okoniewska | کره جنوبی (KOR) · Kim Jan-di · لی دا-بین · لیم گوم-بیول · لی آ-رئوم               |
| Team Kyorugi          | صربستان (SRB) · Aleksandra Radmilović · Ana Bajić · Iris Jović Vujaković · تیانا بوگدانوویچ | لهستان (POL) · Aleksandra Krzemieniecka · Magdalena Leporowska · Patrycja Adamkiewicz · Hanna Okoniewska | مکزیک (MEX) · Paulina Armería · Victoria Heredia · Melissa Oviedo · Renata García |

### رویدادهای مختلط
| Event        | طلا                                          | نقره                                             | برنز                                               |
| Team Poomsae | چین تایپه (TPE) · Li Cheng-gang · Su Chia-en | کره جنوبی (KOR) · Kang Min-seo · Jeong Hwa-kyung | ویتنام (VIE) · Châu Tuyết Vân · Nguyễn Thiên Phụng |
| Team Poomsae | چین تایپه (TPE) · Li Cheng-gang · Su Chia-en | کره جنوبی (KOR) · Kang Min-seo · Jeong Hwa-kyung | ایران (IRI) · Amir Reza Mehraban · Mahsa Sadeghi   |